# Ste. Genevieve megye
Ste. Genevieve megye az Amerikai Egyesült Államokban, azon belül Missouri államban található. Megyeszékhelye és legnagyobb városa Ste. Genevieve. Lakosainak száma 18 479 fő (2020. április 1.). Ste. Genevieve megye Monroe, Randolph, Perry, Saint Francois és Jefferson megyékkel határos.

## Népesség
A megye népességének változása:
| Lakosok száma | 18 124 | 18 162 | 17 760 | 17 778 | 17 919 | 18 479 |
|               | 2010   | 2011   | 2012   | 2013   | 2015   | 2020   |